# George Box
George Edward Pelham Box (Gravesend, 18 oktober 1919 - Madison (Wisconsin), 28 maart 2013) was een Brits statisticus. Hij is vooral bekend voor zijn werk op het gebied van het ontwerpen van experimenten, bayesiaanse statistiek, kwaliteitscontrole en tijdreeksanalyse.

## Biografie
Box studeerde aanvankelijk scheikunde, maar moest zijn studies onderbreken wegens de Tweede Wereldoorlog. Tijdens de oorlog leerde hij zichzelf statistiek en na de oorlog veranderde hij zijn studierichting in wiskunde en statistiek. Hij doctoreerde in 1953 aan University College London onder Egon Pearson. 
Hij werkte van 1948 tot 1956 voor Imperial Chemical Industries en koos dan voor een academische carrière. In 1960 ging hij naar de universiteit van Wisconsin, waar hij het departement voor statistiek oprichtte. Hij bleef tot zijn emeritaat in 1992 verbonden aan de universiteit van Wisconsin.

## Werk
Box's naam is verbonden aan verschillende technieken en methoden uit de statistiek, waaronder:
- De Box-Wilson-methode of response surface methodology (RSM) voor het ontwerpen van experimenten wordt vooral toegepast in de procestechniek. Box en Wilson publiceerden ze in 1951
- Het Box-Behnken-ontwerp, experimentele ontwerpen voor response surface methodology
- Box-Jenkins-methode voor de analyse van tijdreeksen
- Box-Cox-transformatie gebruikt in de regressieanalyse en de analyse van tijdreeksen
- de Ljung-Box-test gebruikt in de tijdreeksanalyse.

## Publicaties
Publicaties in boekvorm:
- Bayesian Inference in Statistical Analysis (met George C. Tiao) (1973)
- An Accidental Statistician (2003, autobiografie)
- Statistics for Experimenters (met J. Stuart Hunter en William G. Hunter) (2e ed. 2005)
- Improving Almost Anything: Ideas and Essays (2006 revised edition)
- Time Series Analysis: Forecasting and Control (met Gwilym M. Jenkins en Gregory C. Reinsel) (4e ed. 2008)
- Statistical Control by Monitoring and Adjustment (met Alberto Luceño en Maria del Carmen Paniagua-Quinones)
- Evolutionary Operation: A Statistical Method for Process Improvement (met Norman R. Draper)
- Response Surfaces, Mixtures, and Ridge Analyses (met Norman R. Draper)